# Celaena intractata
Celaena intractata là một loài bướm đêm trong họ Noctuidae.